# Andreas Hahn (Politiker)
Andreas Hahn (* 4. Januar 1951 in Neustadt in Sachsen) ist ein deutscher Politiker (DDR-CDU, ab 1990 CDU) und ehemaliges Mitglied des Sächsischen Landtages.

## Leben
Nach dem Schulabschluss (10. Klasse) beendete Andreas Hahn im Jahr 1968 eine Lehre als Landmaschinenschlosser und war danach im Fortschrittkombinat Landmaschinen in Neustadt und Singwitz beschäftigt. Von 1976 bis 1980 studierte er an der Abendschule in Sebnitz. Zwischen 1982 und 1990 war Hahn im Mähdrescherwerk Bischofswerda in verschiedenen Bereichen tätig, unter anderem als Grundsatzbearbeiter und bis März 1990 als Abteilungsleiter der Materialwirtschaft.
Ab 1977 war er stellvertretender Vorsitzender der Mittelstandsvereinigung e. V. Bischofswerda und ehrenamtlich im dortigen Ortsgruppenvorstand als Hauptkassierer tätig. Ab 1991 war er Vorsitzender des Aufsichtsrates der Wohnungsgenossenschaft Bischofswerda.
Hahn ist verheiratet und hat eine Tochter.

## Politik
Andreas Hahn wurde 1968 oder 1969 Mitglied der DDR-Blockpartei CDU. Er saß bis 1982 im CDU-Stadtvorstand von Neustadt und danach von Bischofswerda. Nach der Wende wurde er bei der Volkskammerwahl 1990 zum Abgeordneten gewählt. 
Im Oktober 1990 wurde Hahn für die CDU Sachsen im Wahlkreis 38 (Bischofswerda) in den Sächsischen Landtag gewählt, dem er für zwei weitere Wahlperioden angehörte. In der 2. und 3. Wahlperiode vertrat Hahn den Wahlkreis 51 (Bautzen I).
In der 1. Wahlperiode war er Mitglied im Geschäftsordnungsausschuss, im Sonderausschuss zur Untersuchung von Amts- und Machtmissbrauch infolge der SED-Herrschaft sowie in allen drei Wahlperioden im Haushalts- und Finanzausschuss. In der 3. Wahlperiode war Hahn Vorsitzender des 1. Untersuchungsausschusses des Sächsischen Landtages. Ab 1990 war er Schatzmeister der CDU im Stadtverband Bischofswerda.

## Belege
1. ↑  Biografie von Andreas Hahn. In: Wilhelm H. Schröder: Die Abgeordneten der 10. Volkskammer der DDR (Volkparl)
2. ↑  Klaus-Jürgen Holzapfel (Hrsg.): Sächsischer Landtag: 1. Wahlperiode, 1990–1994; Volkshandbuch. NDV Neue Darmstädter Verlagsanstalt, Rheinbreitbach 1991, ISBN 3-87576-265-7, S. 34 (Stand Mai 1991)
3. ↑  Klaus-Jürgen Holzapfel (Hrsg.): Sächsischer Landtag: 2. Wahlperiode, 1994–1999; Volkshandbuch. NDV Neue Darmstädter Verlagsanstalt, Rheinbreitbach 1995, ISBN 3-87576-335-1, S. 29 (Stand Dezember 1994); Klaus-Jürgen Holzapfel (Hrsg.): Sächsischer Landtag: 3. Wahlperiode, 1999–2004; Volkshandbuch. 3. Auflage. NDV Neue Darmstädter Verlagsanstalt, Rheinbreitbach 2003, ISBN 3-87576-493-5, S. 33 (Stand 20. März 2003).
4. ↑  Klaus-Jürgen Holzapfel (Hrsg.): Sächsischer Landtag: 1. Wahlperiode, 1990–1994; Volkshandbuch. NDV Neue Darmstädter Verlagsanstalt, Rheinbreitbach 1991, ISBN 3-87576-265-7, S. 81 f. (Stand Mai 1991).
5. ↑  Klaus-Jürgen Holzapfel (Hrsg.): Sächsischer Landtag: 1. Wahlperiode, 1990–1994; Volkshandbuch. NDV Neue Darmstädter Verlagsanstalt, Rheinbreitbach 1991, ISBN 3-87576-265-7, S. 87 (Stand Mai 1991); Klaus-Jürgen Holzapfel (Hrsg.): Sächsischer Landtag: 2. Wahlperiode, 1994–1999; Volkshandbuch. NDV Neue Darmstädter Verlagsanstalt, Rheinbreitbach 1995, ISBN 3-87576-335-1, S. 67 (Stand Dezember 1994); Klaus-Jürgen Holzapfel (Hrsg.): Sächsischer Landtag: 3. Wahlperiode, 1999–2004; Volkshandbuch. 3. Auflage. NDV Neue Darmstädter Verlagsanstalt, Rheinbreitbach 2003, ISBN 3-87576-493-5, S. 79 (Stand 20. März 2003).

| Personendaten    | Personendaten                           |
| ---------------- | --------------------------------------- |
| NAME             | Hahn, Andreas                           |
| KURZBESCHREIBUNG | deutscher Politiker (DDR-CDU, CDU), MdV |
| GEBURTSDATUM     | 4. Januar 1951                          |
| GEBURTSORT       | Neustadt in Sachsen                     |